# Epigènesi
L'epigènesi en la biologia és el procés de desenvolupament d'un individu, a través del qual la seva estructura es diferencia i fa més complexa. El cas més paradigmàtic és el del creixement en el qual un zigot es desenvolupa una complexa estructura cel·lular i orgànica. Per extensió, en teoria de sistemes s'inclouen els mecanismes que permeten a un determinat individu modificar certs aspectes de la seva estructura interna o externa com a resultat de la interacció amb el seu entorn immediat.
L'epigènesi representa per tant el procés de "sintonització" final mitjançant el qual cada individu s'adapta de forma eficient al seu entorn a partir de les capacitats contingudes en el seu codi genètic. Els exemples més evidents de sistemes amb capacitat d'aprenentatge els constitueixen el sistema nerviós central o el sistema immunitari. En el cas del sistema nerviós central aquesta capacitat d'aprenentatge és de vital importància, ja que el nombre estimat de connexions sinàptiques en un cervell humà supera amb escreix el nombre de nucleòtids que conté el genoma humà.